# Quiz sport
Quiz sport è stato un quiz telefonico dal tema sportivo trasmesso su Italia 1 condotto da Davide De Zan con la partecipazione di Renata Teixeira Nunes in onda dopo Studio Sport. In palio ci sono 1000 euro in gettoni d'oro. Il quiz è andato in onda nella sua prima edizione dal 18 giugno 2007 al 13 luglio 2007. Una seconda edizione di Quiz Sport è tornata in onda dal 22 ottobre 2007.

## Modalità
Per prenotarsi si chiamava il numero che appariva in sovraimpressione nel tempo a disposizione. Allo scadere del tempo Renata Teixeira Nunes faceva tre domande dal tema sportivo a scelta multipla di tre risposte e chi rispondeva esattamente per primo alle tre domande vinceva i 1000 euro in palio. Era inoltre previsto un premio settimanale per i coloro che chiamavano tutti i giorni.